# Meade Yates
Meade Walker Yates (Springfield, 24 aprile 1864 – Springfield, 4 marzo 1929) è stato un golfista statunitense.

## Carriera
Yates partecipò al torneo individuale di golf ai Giochi olimpici di Saint Louis 1904, in cui giunse sessantaseiesimo a pari merito con James Stack.